# Brachypodium madagascariense
Brachypodium madagascariense là một loài thực vật có hoa trong họ Hòa thảo. Loài này được A.Camus & H.Perrier mô tả khoa học đầu tiên năm 1922.